# Лепилов, Константин Михайлович
Константи́н Миха́йлович Лепи́лов (15 [27] мая 1879, Казань, Казанская губерния, Российская империя — 5 октября 1941, Ленинград, СССР) — русский и советский живописец, педагог, профессор Педагогического института дошкольного образования, директор Средней художественной школы в Ленинграде.

## Биография
Константин Михайлович Лепилов родился в рабочей слободе Ягодной близ Казани 27 мая 1879 году его отец был бондарем, из всех его детей образование удалось получить только младшему сыну Константину, рано проявившему свои способности.
Учился в Начальной народной школе и в Казанской художественной школе. По окончании этой школы в 1903 году получил звание учителя рисования и каллиграфии в средних учебных заведениях.
В 1901 году переезжает в Санкт-Петербург и поступает на Педагогические курсы при Академии художеств, которые он окончил в 1903 году. Одновременно, работая в мастерской И. Е. Репина, Лепилов преподает рисование в школах: кадетском корпусе, реальном и коммерческом училищах.
В 1903 году начинает учёбу в Императорской Академии Художеств. С 31 марта 1903 года зачислен в мастерскую И. Е. Репина.
В 1904 году вступает в «Общество учителей рисования», куда входили передовые педагоги-художники.
В 1907 году, после ухода И. Е. Репина в отставку, в мастерской Ф. А. Рубо пишет дипломные работы: «В крестьянском дворе» и «Молотьба лошадьми», ныне находящиеся в Государственном музее Республики Татарстан в Казани. 30 октября 1909 года К. М. Лепилову присваивается звание художника-живописца.
В 1909 году приглашается преподавателем на «Курсы для подготовки преподавателей рисования в детских садах, приютах, начальных школах и домах». Ему поручается ведение курсов «Психологические основы детского рисования», «Иллюстративное рисование», «Приемы рисования с натуры» и «Лепка».
В 1910 году в «Художественно-педагогическом журнале» выходит статья К. М. Лепилова «О детских рисунках», где он пишет о своем исследовании рисунков крестьянских детей, что было первой работой по исследованию детского рисунка в России.
В 1912 году выходит первая книга «Лепка в семье и школе» в дальнейшем, до 1923 года, вышедшая в двух изданиях. В это же время появляется ещё несколько работ, написанных в содружестве с В. И. Бейером, Е. В. Разыграевым, В. А. Саглиным и другими художниками-педагогами.
С 1913 года начинает работать в качестве методиста на «Педагогических курсах Фребелевского общества»; с этих пор и до конца жизни он вводит практику художественного воспитания дошкольников в детские сады".
В 1912 году входит в состав комиссии, представлявшей Россию на «IV Международном Конгрессе по художественному воспитанию, рисованию и прикладному искусству» в Дрездене, привозит на Конгресс выставку рисунков учеников средних учебных заведений России.
После Октябрьской революции 1917 года принимает активное участие в строительстве новой школы. На основе многочисленных встреч с учителями он пишет книгу «Летняя школа» и много статей, которые, начиная с 1920 года, печатались в педагогических журналах.
В начале 1921 года входит в состав преподавателей «Государственного Педагогического Института Дошкольного образования» в Петрограде, а затем работает проректором и ректором этого института, до его слияния с Пединститутом имени Герцена.
В 1923 году получает звание профессора по эстетическому воспитанию, назначается директором музея «Дошкольная жизнь ребёнка» (Ленинград, набережная реки Мойки, 48). Одновременно работает как педагог-художник в Ленинградском Университете, Педагогическом Институте имени Герцена, в школах и детских садах Ленинграда.
В 1929 году выпускает книгу «Юным художникам», ставшую популярной.
В 1934 году назначается директором Средней художественной школы при Ленинградской Академии Художеств и остается им до конца жизни. С коллективом молодых преподавателей этой школы и её завучем, художником С. Г. Невельштейном, разрабатывает программу обучения детей рисунку, писания с натуры и композиции. Одновременно с обучением искусству одаренные дети проходили полный общеобразовательный курс средней школы, процессы обучения искусству и школьным предметам были увязаны между собой.
Как живописец, работал, в основном с натуры. Много путешествовал по СССР, возвращаясь с этюдами пейзажей, портретами заинтересовавших его простых людей, многочисленными набросками. Работы: пейзажи Самарканда, выполненные в конце 1920-х годов, Карелии (начало 1930-х), Пушкинских Гор, Смоленска, Кавказа, озера Селигер, Ленинграда и его пригородов. Художественные работы К. М. Лепилова представлены в музеях России: в Казани, в Пушкинском музее в Москве, в Краеведческом музее Карелии в Петрозаводске, и в частных коллекциях.
В ночь с 4 на 5 октября 1941 года погиб под развалинами рухнувшего дома во время бомбардировки Ленинграда немецкой авиацией (Ленинград, улица Бронницкая, д. 4, кв. 18).

## Принципы педагогической работы
Педагогические взгляды К. М. Лепилова — это взгляды передовой педагогики того времени, выработанные под влиянием И. Е. Репина и П. П. Чистякова. Принципы Репина и Чистякова на искусство и обучение Лепилов применил в школе, детском саду, в семье и оставил после себя печатные работы. Им было написано 16 книг самостоятельно, 9 книг с коллективом преподавателей и 102 статьи по проблемам обучения рисованию.
К. М. Лепилов работал по трем основным направлениям: по методике обучения рисованию в школе, по методике обучения рисованию в детском саду, по методике обучения рисованию одаренных детей. Он высказал предположение о доступности рисования всем людям и требовал от учителей всех специальностей освоения графической грамотности.
В обучении искусствам, рисованию в частности, К. М. Лепилов видел, прежде всего, его общеобразовательную ценность, необходимую для изучения других наук. Основой для обучения рисованию он считал рисование с натуры.
Непременным условием успешного обучения рисованию, по мнению К. М. Лепилова, является связь школы с детским садом. Он изучает рисунки детей дошкольного возраста, разрабатывает некоторые положения об обучении рисованию в дошкольном возрасте, борется против Фребелевского метода рисования по клеткам и сетке, раскрашивания детьми готовых контуров и других методик того времени.
В основу обучения рисованию детей дошкольного возраста К. М. Лепилов положил развитие у них наблюдательности. Детей с выраженной одаренностью, по мнению К. М. Лепилова, необходимо было серьёзно учить. Ценнейшее качество К. М. Лепилова заключается в умении определить задатки ребёнка. Но он предупреждал о вреде преждевременного захваливания одаренных детей.

## Память
15 октября 1962 года в Ленинградском «Доме ветеранов педагогического труда» (Дом учителя) состоялась выставка работ К. М. Лепилова и прошёл вечер его памяти; на вечере выступали И. Д. Коршунов, художники Н. И. Андрецов, Б. В. Котик, В. А. Горб; педагоги И. Н. Ефимов, А. И. Сорокина, Г. Г. Шахвердов.
В начале 1960-х годов ученик К. М. Лепилова Иван Димитриевич Коршунов написал монографию «Художник-педагог К. М. Лепилов». Книга осталась неизданной, судьба рукописи не известна.

## Избранные педагогические работы
- Лепилов К. М. Отчет о занятиях по рисованию и лепке на курсах в Ромнах и Кременчуге / Худож. К. Лепилов.. — издание автора. — Полтава, 1914. — 40 с.
- Лепилов К. М. Лепка в семье и школе : Пособие для воспитателей и преподавателей, ил. снимками с ученич. работ / Худож. К. Лепилов.. — 2-е изд., доп. авт.. — Петроград: издание автора, 1916. — 66 с.
- Лепилов К. М. Рисование и лепка в народной школе : (Их роль и приемы обучения) / Предисл.: Н. Румянцев. — М.: Издательство журнала «Народный учитель», 1913. — 77 с. — (Библиотека народного учителя / Под ред. Н. Е. Румянцева (сер. пед.) и О. Н. Смирнова (сер. справ.)).
- Лепилов К. М. Летняя школа. — СПб.: Государственное издательство, 1922. — 46 с.
- Лепилов К. М. Рисование и моделирование ребенка-дошкольника. — Л.: Государственное издательство, 1925. — 116 с. — (Библиотека педагога.). — 7000 экз.
- Лепилов К. М. Школьники иллюстраторы. — Петроград: Начатки знаний, 1924. — 48 с.
- Лепилов К. М. Искусство в школе. (К вопросу о путях развития эстетического вкуса у учащихся.). — Петроград, 1922. — (Педагогическая мысль).
- Лепилов К. М. Изобразительные искусства в летней школе. (Набросок путей эстетической работы.). — Л., 1924. — (Летняя школа).